# Ben Wichert

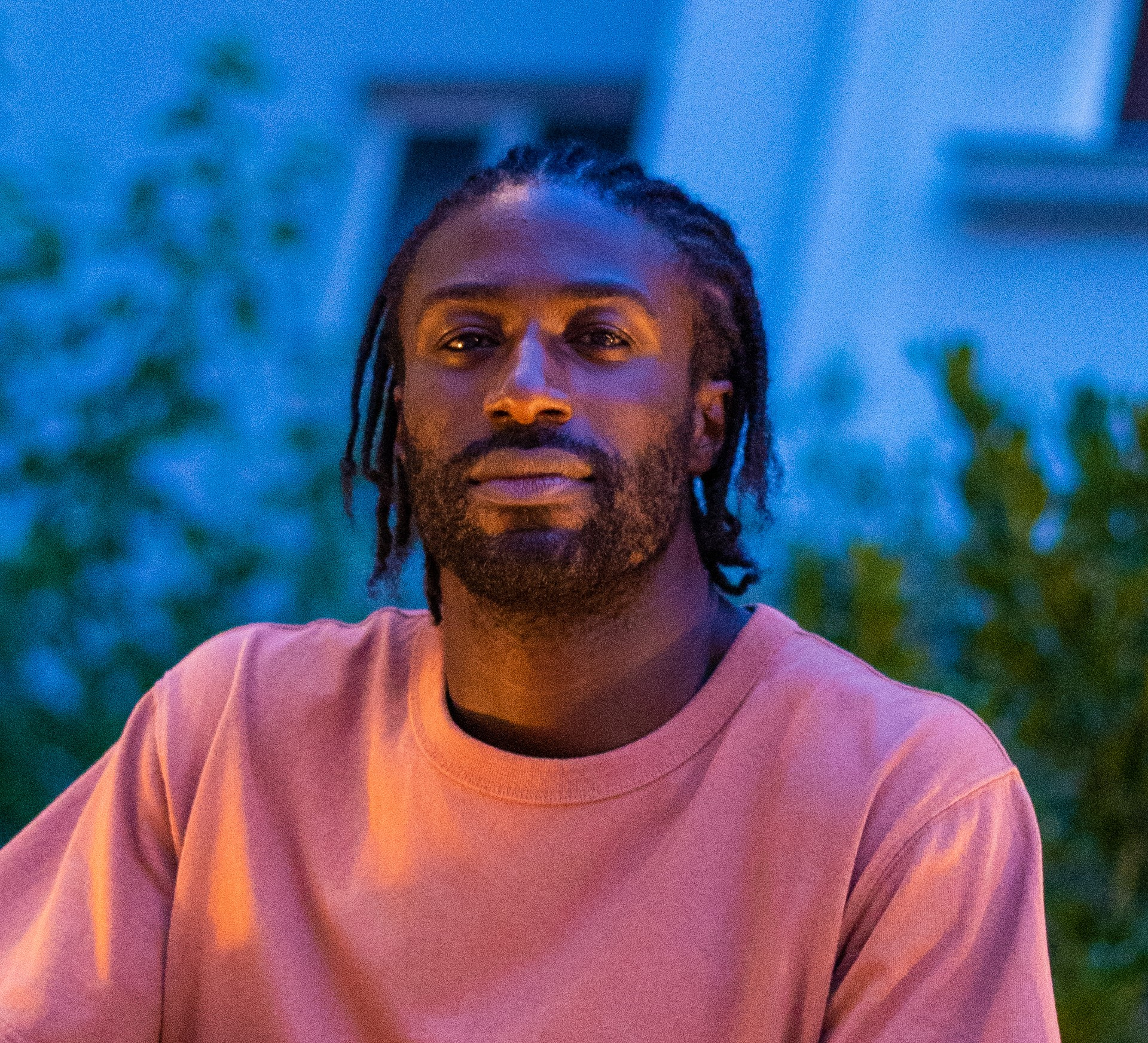
Benjamin Wichert (2021)

Benjamin Wichert (* 1989 in Duisburg) ist ein deutscher Tänzer und Choreograf der Hip-Hop-Freestyle-Tanzszene sowie Schauspieler.

## Leben und Wirken
Benjamin Wichert wuchs als Sohn ghanaischer Eltern in Remscheid auf und zog 2009 nach Wuppertal. Er legte in Wuppertal das Abitur ab und absolvierte eine Ausbildung zum Automatisierungstechniker. In seiner Jugend wurde er von der Hip-Hop-Tanzkultur inspiriert und begann mit dem Tanztraining. Im Alter von 18 Jahren gewann er die ersten internationalen Wettbewerbe und trat anschließend in zahlreichen Ländern der Welt auf. Weitere Wettbewerbe sowie Produktionen in verschiedenen Ländern folgten. Sein Tanzstil zeichnet sich durch komplexe und anspruchsvolle Bewegungen aus.
Wichert ist weltweit einer der bekanntesten Tänzer/Choreografen der Hip-Hop-Freestyle-Tanzszene.  Er ist der erste deutsche Tanzweltmeister in der Kategorie Hip Hop Freestyle (Paris 2012).  und der erste deutsche Juror der Hip Hop Freestyle Weltmeisterschaft „Juste Debout“ (2017) und gewann mehrere deutsche Meisterschaften. Außerdem war er Finalist in der deutschen Fernsehshow Got to Dance für Wuppertal.
Wichert kollaboriert mit Künstlern wie Martin Grubinger und Rapper Redman. Er ist außerdem Gründer und Geschäftsführer des multimedialen Tanzzentrum Urban Art Complex in Wuppertal. Neben seiner Karriere als Tänzer arbeitet er als Creative Director im Kulturpalast Hamburg in der „Hip Hop Academy“ mit Tim Dollmann (Gründer des Musiklabels Eimsbush) zusammen. Er wirkt zudem als Dozent für Workshops und Juror bei Veranstaltungen und Wettbewerben.
Mit dem Kinospielfilm Fly schaffte es Wichert zum ersten Mal in die deutschen Kinos. Fly ist ein Drama aus dem Jahr 2021 unter der Regie von Katja von Garnier mit Svenja Jung, Jasmin Tabatabai, Nicolette Krebitz, Katja Riemann und Farba Dieng. Gefördert wurde der Film vom Medienboard Berlin-Brandenburg, dem FFF Bayern, der FFA und dem DFFF.

## Filmografie (Auswahl)
- 2020: Fly (Kinospielfilm, Hauptrolle, Regie: Katja von Garnier)
- 2021: Zurück aus der Zukunft oder was ist schon Nähe (Kurzfilm, Hauptrolle, Regie: Konstantin Koewius)
- 2021: Das Netz - Prometheus  / The Net Austria  (Serie, Nebenrolle, Regie: Andreas Prochaska)
- 2023: Die drei ??? – Erbe des Drachen (Kinofilm, Nebenrolle, Regie: Tim Dünschede)

## Stückentwicklung
- 2018: The Future is yours, Kampnagel[7]
- 2019: Outcast - All the way up, Kampnagel[8]